# Asilaris auricapillus
Asilaris auricapillus är en skalbaggsart som beskrevs av Holzschuh 1991. Asilaris auricapillus ingår i släktet Asilaris och familjen långhorningar. Inga underarter finns listade.